# Max Eckert-Greifendorff
Max Eckert, vanaf 1934 Max Eckert-Greifendorff (Chemnitz, 10 april 1868 – Aken, 26 december 1938) was een Duitse geograaf en cartograaf.
Eckert studeerde onder andere geografie in Leipzig en promoveerde in 1895 bij Friedrich Ratzel. In 1898 verscheen zijn schoolatlas "Neuer Methodischer Schulatlas", die ondanks kritiek uit vakkringen tot 1923 keer op keer werd herdrukt.
In 1900 werd hij leraar en in 1907 hoogleraar aan de Technische Hogeschool van Aken. Uit die tijd stamt onder meer zijn "Wirtschaftsatlas der deutschen Kolonien" (uitgegeven bij Dietrich Reimer in Berlijn in 1912), een economische atlas, die van geheel nieuwe gezichtspunten uitging.
Na de Eerste Wereldoorlog kwam het accent van zijn werk steeds meer op de cartografie te liggen. Zijn gedachten en inzichten hierover legde hij vast in zijn baanbrekende, tweedelige standaardwerk "Die Kartenwissenschaft", uitgegeven bij Walter de Gruyter in Berlijn (deel 1 1921, deel 2 1925). Met dit werk legde hij de basis voor de acceptatie van cartografie als wetenschappelijke discipline, waar het voordien slechts als een - zij het hoogontwikkeld - technisch vak gold. Behalve genoemde publicaties staan er ook een zestal nieuwe, natuurgetrouwe kaartprojecties op zijn naam. Verder schreef hij nog onder meer: "Neues Lehrbuch der Geographie" (2 delen, Berlijn, 1931-1935); "Kartenkunde" (Berlijn, 1936) en "Kartographie" (Berlijn, 1939).
Max Eckert overleed op 70-jarige leeftijd ten gevolge van een noodlottige val in zijn woning.
- Bibliothèque nationale de France: cb15366441r (data)
- CiNii: DA14377834
- Gemeinsame Normdatei: 115861319
- International Standard Name Identifier: 0000 0000 8339 4789
- Library of Congress Control Number: no98100899
- Nationale Bibliotheek van Tsjechië: mub2010580839
- Nationale Bibliotheek van Israël: 987007287655305171
- Nationale Bibliotheek van Polen: a0000003186137
- Nederlandse Thesaurus van Auteursnamen: 072679670
- Système universitaire de documentation: 070298297
- Virtual International Authority File: 15074781
- WorldCat: E39PBJcKP9cGXWhdgRPFdQ9MT3